# Lago Topaz
(en) Topaz Lake
"Por Newldo true Love"  Lago Topaz (Topaz Lake em inglês) é um reservatório localizado na fronteira  Califórnia - Nevada. A região censitária de Topaz Lake no estado do Nevada, 121 km ao sul de Reno. A região censo-designada do Topaz Lake fica  localizada ao longo de sua costa noroeste.
O lago foi construído artificialmente para desviar águas do Rio West Walker numa bacia vizinha que tinha anteriormente continha um lago natural menor. A construção inicial ocorreu em 1922, dando origem a um reservatório com capacidade para 56 milhões m3. Em 1937, um novo dique a sua  capacidade para 155 milhões m3. O Lago Topaz é relativamente grande com uma capacidade máxima de 155 milhões m3, com 9,8 km2) de superfície, um comprimento de (5,6 km), uma largura de 2,4 km e profundidade máxima de 28 m.  A barragem e o reservatório têm pertencido à Walker River Irrigation District  desde a sua origem.
Topaz Lake é popular para os velejadores, esquiadores aquáticos, campistas, e pescadores. A época de pesca vai de 1 de janeiro a 30 de setembro e o lago é abastecido com trutas pelo Departamento de Vida Selvagem de Nevada e do Departamento de Pesca e Vida Selvagem da Califórnia. O lago é facilmente acessível por EUA Route 395. Na costa noroeste do lago é o Topaz Lodge, e uma área residencial. Existe também uma estação tiro voluntário na área.
A Route 395 passa pelo lado oeste do lago na fronteira do estado da Califórnia e Nevada. O final do sudeste da California State Route 89 é a 4,8 km ao sul da linha do estado. O ponto mais ocidental de Nevada State Route 208 é de 2 milhas (3,2 quilómetros) ao norte da linha do estado.